# Lucien Vaugelade
Lucien Vaugelade,  né le 19 septembre 1925 à Saint-Yrieix-les-Bois (Creuse) et mort le 26 juillet 1994 à Clamart (Hauts-de-Seine), est un homme politique français.

## Biographie
Ancien résistant, Lucien Vaugelade est gérant d'un hôtel à Saint-Nectaire. Engagé dans la vie associative locale, il est notamment président de la société de chasse et de la société de pêche de la ville, ainsi que du syndicat local des hôteliers.
Il s'engage en politique dans le sillage de Pierre Poujade, adhérant à l'Union de défense des commerçants et artisans. Il en mène la liste pour les élections législatives de 1956 dans le Puy-de-Dôme, et, obtenant 13,7 % des voix, est élu député.
Parlementaire peu actif, il n'intervient jamais à la tribune pendant son mandat, et ne dépose qu'une seule proposition de loi, relative à la pêche en eau douce.
Solidaire des votes du groupe poujadiste pendant la législature, il soutient néanmoins le retour de Charles de Gaulle au pouvoir en 1958, et ne se représente pas aux législatives de novembre.

## Sources
- Biographie sur le site de l'Assemblée nationale